# Маликова, Наиля Рамазановна
Наи́ля Рамаза́новна Ма́ликова (род. 24 июня 1950) — российский социолог. Доктор социологических наук (1992). Профессор Российского государственного гуманитарного университета, профессор МГУ им. М. В. Ломоносова, профессор Департамента социологии, истории и философии Финансового университета при Правительстве РФ.

## Биография
- В 1973 году окончила Московский государственный университет (МГУ) им. М. В. Ломоносова по специальности «История».
- В 1992 году защитила докторскую диссертацию на тему «Межнациональное общение: взаимодействие в согласии и конфликте: этносоциологический анализ на материалах Азербайджана».
- Профессор Российского государственного гуманитарного университета, профессор МГУ им. М. В. Ломоносова, профессор Департамента социологии, истории и философии Финансового университета при Правительстве РФ.
- Член Диссертационного Совета в Российском государственном гуманитарном университете, член Российского общества социологов, Социологического общества им. М. М. Ковалевского. Ассоциированный член ESA (Европейской социологической ассоциации), ISA (Международной социологической ассоциации). Действительный член, академик Академии военных наук.
- Ведет активную научно-исследовательскую работу.
- Основные сферы профессиональной деятельности и научной компетенции: проблемы динамики социально-этнических процессов, трансформации этносоциальной структуры, формирования этнической и конструирование национальной идентичности; урегулирование международных этнополитических конфликтов; национальная, международная, региональная безопасность; социология глобализации; международное гуманитарное сотрудничество; технология ведения международных переговоров; миграционная политика: правовые и социальные аспекты. Автор более 140 научных публикаций.

## Участие в научно-исследовательской и научно-организационной деятельности
- В январе 2004 году завершила работу над текстами последних глав учебника «Политическая социология», по конкурсному гранту Национального фонда подготовки кадров (в соавторстве с Е. В. Золотаревой);
- Разработала концепцию проведения «круглого стола» на тему: «Молодежь в социологическом поиске альтернатив вызовам и угрозам безопасности российского социума в XXI веке» на Всероссийском социологическом конгрессе. Выступала с научными докладами: «Социальная депривация этнических меньшинств в современной России» на международной конференции «Национальные меньшинства в Российской Федерации». 2-3 июня Москва, 2003; «Социально-правовая аномия мигрантов и вынужденных переселенцев на Северном Кавказе» и руководила сессией на международной конференции «Проблемы миграции и опыт её регулировангия в полиэтническом Кавказском регионе». Ставрополь. 6-9 октября 2003 г.;
- Участвовала в общероссийской конференции «Современные проблемы миграции в России» (доклад «Этносоциальные проблемы миграции в современной России»; выступления в дискуссиях по методологическим проблемам исследования миграции). 11-13 ноября. Подмосковье. Руза, 2003; доклад на тему: «Этносоциальные проблемы правовой аномии» на пленарном заседании общероссийской конференции «Организованная преступность, терроризм и этнические проблемы» (организаторы: Всероссийская криминологическая ассоциация и Институт повышения квалификации Генеральной прокуратуры РФ). Москва. Юридическая Академия при Министерстве юстиции РФ. 13 ноября 2003; с докладом «Институционализация социологии безопасности» на Социологическом конгрессе. Сб. Материалы конгресса, т.2. М., МГУ. 2003; доклад на тему «Социологическое видение современных локальных войн», на методологическрм семинаре РОСА «Социология современных войн»./Сб. Социология войны. М., МГУ; с докладом «Интерактивные методы дистанционного обучения социологии» на международной конференции в Финансовой Академии при Правительстве РФ, 4 марта 2004 года;
- Выступила с докладом «Этносоциальные проблемы конфликтогенности миграции и избирательной дискриминации иммигрантов в современной России». на международной конференции в Институте управления, под патронажем ЮНЕСКО и УВКБ ООН 10-11.03.2004 года; доклад «Этноконфликтологический дискурс социологии международных отношений» на 2 Конгрессе конфликтологов в г. Санкт-Петербурге (октябрь 2004 г.); с докладом на международной конференции, посвященной 10-летию образования Ассамблеи народов Казахстана «Государственная политика в сфере регулирования межэтнических отношений: отечественный и зарубежный опыт». 3-31 марта 2005 года. Астана, Казахстан; научный доклад «Глокализация в контексте обеспечения национальных интересов и региональной безопасности государств Центральной Азии», для участия в Конгрессе социологов «Глобализация и вопросы социокультурной адаптации» (июль 2005 года, г. Астана, Казахстан);
- Приняла участие в обсуждении доклада Иммануила Валлерстайна «Быстроменяющаяся геополитика современной миро-системы». (Москва, Президент-отель. 31 мая 2005 года);
- Доклад на Международной научно-практической конференции «Евразийский диалог: исторические связи и перспективы». (Москва, 30 сентября-1 октября 2005 года) в Дипломатической академии МИД РФ и МГУ им Ломоносова; выступление на международной научно-методической конференции «Интеграционные процессы в экономическом образовании» в Финансовой академии при Правительстве РФ на тему: «Инновационно-интеграционные методы в экономической социологии» (30 марта 2006);
- Выступление на международной научной конференции «Толерантность в СМИ» (31 января 2006) в Институте этнологии и антропологии РАН;
- Выступление на тему: «Стратегии социокультурной адаптации в полиэтнических сообществах глобализирующегося мира» на юбилейной научной сессии — «Круглом столе», посвященном 40-летию институционализации отечественной этносоциологии (13.05.2006) в Институте этнологии и антропологии РАН;
- Разработала концепцию исследовательских проектов по 2 блокам «Миграция» и «Постсоветские идентичности», являющиеся частью заявки, поданной международным исследовательским коллективом (Австрия-Великобритания-Россия-Белоруссия) на грант Комиссии ЕС в г. Страсбург 2006—2009 гг.;
- Является соисполнителем коллективного гранта Президентского фонда Минобразования и науки РФ «Новые явления в социальной жизни современного российского общества» под руководством члена-корреспондента РАН, доктора философских наук, профессора Тощенко Ж. Т.;
- Осуществила научное редактирование научных монографий и сборников: в 2007 году была научным рецензентом монографии И. А. Субботиной «Гагаузы: расселение, миграция, адаптация»;
- Руководила подготовкой научных докладов студентов и аспирантов кафедры СМО для выступления на ежегодной научной конференции МГУ «Ломоносов-2004»; курсовых и дипломных работ на социологических факультетах МГУ и РГГУ, Три её студента 2 курса: Жук Елена, Нетусева Татьяна и Евгений Карасев стали самыми молодыми участниками Всероссийского Социологического конгресса 2008 года, в г. Москве.

Примечание. В предыдущее время, находясь на государственной службе (1992—1999) в федеральных министерствах: Миннаце РФ и Минсодружества (с государствами-участниками СНГ) РФ участвовала в научно-аналитической и организационной работе по подготовке Концепции национальной политики РФ; Концепции государственной политики по поддержке соотечественников за рубежом", «Концепции миграционной политики РФ», «Концепции национальной безопасности РФ»; закона РФ «О национально-культурной автономии», проекта закона РФ «О процедуре урегулирования межэтнических конфликтов»; в качестве эксперта от РФ участвовала в работе по согласованию позиций с международными организациями МОМ, ЮНЕСКО и УВКБ ООН, Управления Верховного комиссара ООН по делам этнических меньшинств, ОБСЕ, Совета Европы. Являлась в разные годы членом Российской части ОК по урегулированию грузино-абхазкого конфликта(1993), СКК по урегулированию грузино-осетинского конфликта (1992—1999). Осуществляла, совместно с коллегами из МИДа и МЧС РФ, концептуальную и организационную поддержку репатриации косовских адыгов (из б. Югославии) и русских духоборов (из Грузии).

## Руководство подготовкой кандидатов и докторов наук
- Белогубовой М. Н. на тему: «Безопасность региона Европейского Севера Российской Федерации». Специальность — 22.00.05. Присвоена ученая степень доктора социологических наук.
- Матвеевой О. В. на тему: «Социальные аспекты обеспечения экологической безопасности промышленного района.» (Специальность 22.00.05 — Политическая социология. Присвоена ученая степень кандидата социологических наук).
- Севрюковой Г. А. на тему: «Социально-политическая стабильность как условие обеспечения жизненно важных интересов российского общества». (На материалах социологического исследования в Центральном Федеральном округе). Специальность 22.00.05. Присвоена ученая степень кандидата социологических наук.
- Местоевым О. М. на тему: «Этнополитический конфликт как угроза социальной безопасности Северо-кавказского региона Российской Федерации». Специальность 23.00..02 — Политические институты, этнополитическая конфликтология, национальные и политические процессы и технологии. Присвоена ученая степень кандидата политических наук.
- Синеоком Н. В. на тему: «Военно-политические аспекты обеспечения региональной безопасности СНГ» (Под грифом «секретно»). Присвоена ученая степень кандидата политических наук.

Примечание: Осуществлялось научное руководство по подготовке кандидатских диссертаций: аспирантки кафедры СМО социологического факультета МГУ И. Портнягиной. Тема канд.дисс. «Социально-политические проблемы региональной безопасности государств Прикаспия»; аспиранта кафедры Социологии Финансовой академии при Правительстве РФ Зиралова Ислама на тему: «Социальная ответственность российского бизнеса в условиях перехода к рыночным отношениям» (с ноября 2005 года по 25 ноября 2006); аспирантки кафедры Социологии ФА Расторгуевой Натальи на тему: «Экономическое поведение молодежи в малых городах Центральной России»; соискательницы ученой степени, старшего преподавателя кафедры иностранных языков ФА Ковнат Киры на тему: «Социальная адаптация иммигрантов в столичных мегаполисах» (предполагается сравнительный анализ трех моделей интеграции и стратегий адаптации иммигрантов в Москве, Мадриде и Париже).

## Официальное оппонирование докторских и кандидатских диссертаций и рецензирование научных работ
- Анайбан З. В. Докторская диссертация на тему: «Этносоциальные основы межэтнической напряженности в Республике Тыва в 90-е годы». Специальность 07.00.07 — этнография, этнология и антропология.
- Пешковой В. М. Канд. диссертация на тему: «Городское русское население Республики Коми: самосознание, этнические проблемы, этнические контакты и социокультурные ориентации». Специальность 07.00.07.
- Шевченко Л. В. Канд диссертация на тему: «Институт представительства Правительства России в субъектах РФ: взаимодействие с региональными органами власти в управлении социальными процессами и его эффективность». Специальность 22.00.08 — социология управления.
- Савоскула С. С. Докт. диссертация на тему: «Русские нового зарубежья: выбор судьбы». Специальность 07.00.07.
- Гаюровой Ю. А. Канд. диссертация на тему: «Социально-психологические особенностит межэтнического взаимодействия русских и татар г. Самары». Специальность 07.00.07.
- Комаровой Г. А. Докт. диссертация на тему: «Этнокультурные аспекты техногенной катастрофы (на материалах обследования населения Южного Урала)». Специальность 07.00.07.
- Сухова И. А. Канд.дисс. на тему: «Русские в современной Эстонии, 1991—200 годы: проблемы адаптации.» Специальность 07.00.07.
- Луцкого А. Г. Канд.дисс. на тему: «Эволюция политического режима Республики Татарстан (1991—2001 гг.).» Специальность 23.00.02 — Политические институты и процессы, политическая конфликтология, политические технологии.
- Омельченко Е. А. Канд.дисс. на тему: «Этническое сознание московской школьной и студенческой молодежи: современное состояние и основные тенденции развития (из опыта изучения)».
- Специальность 07. 00. 07- этнография, этнология и антропология.
- Щедриной О. В. Канд.дисс. на тему: «Возможности использования принципов мультикултурализма в практике поддержания правопорядка в полиэтнчных городах». Специальность 23.00.02 — политические институты, этнополитическая конфликтология, национальные и политические процессы и технологии (Апрель 2005 года. Институт социологии РАН).
- Мальковой В. К. на тему: «Этничность и толерантность в средствах массовой информации (опыт исследования современной российской прессы)», представленной на соискание ученой степени доктора исторических по специальности 07. 00. 07- этнография, этнология, антропология. 31 января 2006 года (ИЭ РАН).наук
- Мукомеля В. И. «Социокультурные факторы миграционной политики постсоветской России», представленную на соискание ученой степени доктора социологических наук по специальности 23.00.02 — Политические институты, этнополитическая конфликтология, национальные и политические процессы и технологии.15 февраля 2006 года (ИС РАН).
- Ху Яньсинь на тему: «Государственная этнонациональная политика в Китае: анализ теоретических подходов и социальных практик (в конце ХХ — начале XXI вв.)», представленной на соискание ученой степени кандидата социологических наук по специальности 22. 00. 08 — Социология управления. 22 сентября 2006 года (РУДН, Социологический факультет).
- Будниковой Н. С. на тему: «Современная языковая ситуация на Украине: социологический анализ», представленную на соискание ученой степени кандидата социологических наук по специальности 22.00.04 — «Социальная структура, социальные институты и процессы». 24 октября 2006 года (Московский государственный университет сервиса).
- Кузнецова И. М. «Адаптационные стратегии мигрантов в условиях мегаполиса (на примере г. Москвы)», представленную на соискание ученой степени кандидата социологических наук по специальности 23.00.02 — Политические институты, этнополитическая конфликтология, национальные и политические процессы и технологии. 18 октября 2006 года (ИС РАН).
- Целищевой В. Г., на тему: «Механизмы формирования и факторы устойчивости этнокультурных границ (На примере коренных малочисленных народов Приамурья)», представленной на соискание ученой степени кандидата социологических наук по специальности 23. 00. 02 — политические институты, этнополитическая конфликтология, национальные и политические процессы и технологии.
- Симоновой В. В. «Интерпретации пространства представителями малочисленных народов Севера в различных социокультурных средах», представленную на соискание ученой степени кандидата социологических наук по специальности 23.00.02 — Политические институты, этнополитическая конфликтология, национальные и политические процессы и технологии.
- Рыжовой С. В. «Этническая и гражданская идентичность в контексте межэтнической толерантности», представленную на соискание ученой степени кандидата социологических наук по специальности 23.00.02 — Политические институты, этнополитическая конфликтология, национальные и политические процессы и технологии.
- Никитина М. А. «Народы Среднего и Нижнего Приобья в конце ХХ — начале XXI века (административно-правовой и этнокультурный аспекты)», представленную на соискание ученой степени кандидата исторических наук по специальности 07.00.07 — Этнография, этнология и антропология.
- Субботиной И. А. «Гагаузы: трансформации миграционного поведения (вторая половина ХХ — начало ХХI вв.)», представленную на соискание ученой степени кандидата исторических наук по специальности 07.00.07 — этнология.

Примечание: Отрецензированы авторефераты свыше 50 кандидатских и докторских работ, в их числе: докторской диссертации Гузенковой Т. С. на тему: «Верховная Рада в 1991—2001 годах (историческое развитие новейшего парламентаризма на Украине». Специальность: 07.00.03- Всеобщая история; выступила неофициальным оппонентом по докт. диссертациции Гриценко В. В. в Институте психологии РАН; канд. дисс. Переведенцевой А. В. «Влияние миграционной мобильности на жизненный путь молодежи». (Специальность 22.00.04 — Социальные структуры, социальные институты и процессы) на заседании Спецсовета Д.002.011.02 в Институте социологии РАН; докторской диссертации Никишенкова А. А. (6.06.2005 года на историческом факультете МГУ); отзыв ведущей организации (социологического факультета МГУ) на канд. диссертацию Цуй Линь на тему: «Межэтническое взаимодействие и этническая идентичность (на примере русинов в Галиции)». Специальность 23.00.02- Политические институты, этнополитические конфликты, национальные и политические процессы и технологии; отзыв на автореферат диссертации Гимбатова Шамиля Магомедовича на тему: «Миграционные процессы в республике Дагестан и их этнорегниональные особенности», представленной на соискание ученой степени кандидата экономических наук, по специальности 08.00.05-Экономика и управление народным хозяйством (экономика народонаселения и демография) и мн.др.
С 1995 года по настоящее время постоянно участвует в обсуждении и квалификационной аттестации кандидатских и докторских диссертаций, в качестве члена Диссовета РАГСпри Президенте РФ (1995-2002 гг.), Заместителя председателя Диссовета Финансовой академии при Правительстве РФ (2002—2007) на заседаниях Диссовета при Социологическом факультете РГГУ.

## Последние публикации
- Маликова Н. Р. Методология кросс-культурного анализа межэтнической толерантности и ксенофобии// Труды Санкт-Петербургского государственного института культуры.- 2015.- С 362—368.
- Маликова Н. Р. Глобализация как фактор адаптации мигрантов. Пензенский психологический вестник// 2014 С. 114—124.
- Маликова Н. Р. Социальные эффекты непрерывного гуманитарного образования// Образование через всю жизнь: непрерывное образование в интересах устойчивого развития.- 2015.- С 62-66.
- Маликова Н. Р. Материалы заседания научного совета ВЦИОМ к заседанию научного совета ВЦИОМ: «РПЦ: вызовы, разломы, риски в новой общественно-политической ситуации» (25 июня 2012 года)// Монитогинг общественного мнения: экономические и социальные перемены.- 2012.- С 134—166/